# Manuel Luis Osório
Manuel Luís Osório (Conceição do Arroio, Río Grande del Sur, 10 de mayo de 1808 - Río de Janeiro, 4 de octubre de 1879) fue un militar brasileño, héroe de su país en la Guerra de la Triple Alianza.

## Biografía
Nació en mayo de 1808 en el estado de Río Grande, hijo de un militar de familia procedente de las Islas Azores. El apellido del padre era Luís, y el de la madre Osório. Vivió su juventud en el campo, donde su familia se dedicaba a la ganadería.
Inició su carrera militar a principios de 1823, incorporándose al ejército que ocupaba la Provincia Cisplatina, es decir, la Banda Oriental incorporada al Imperio de Brasil. Participó en la Guerra del Brasil, en las tropas derrotadas en la Batalla de Ituzaingó, en que estuvo a punto de perder la vida. Participó en las negociaciones de paz con el jefe independentista Juan Antonio Lavalleja.
Años más tarde tuvo una actuación destacada en la Guerra de los Farrapos, luchando contra las tropas imperiales. Cuando la República Riograndense se declaró independiente, sin embargo, pasó al servicio del emperador Pedro II.
Vuelta la Provincia de Río Grande a la obediencia al Imperio, fue diputado provincial. Participó en la campaña contra Manuel Oribe en el Uruguay, en 1851, y se incorporó al Ejército Grande de Urquiza, a cuyas órdenes participó en la Batalla de Caseros. También tomó parte de la Invasión Brasileña de 1854 al Uruguay.
Al estallar la revolución de 1863 en el Uruguay, dirigida por Venancio Flores, Osório fue nombrado comandante de la frontera con ese país. Con la excusa de que hacendados brasileños radicados en el Uruguay habían sido atacados por militares adictos al gobierno, el Imperio inició acciones contra éste en la zona limítrofe. La respuesta del gobierno legal uruguayo ante esas acciones fue causa de que se iniciara en octubre de 1864 la invasión brasileña al Uruguay, con la misión de volcar la guerra civil a favor de Flores. Al frente de la 1.ª. División fue nombrado el brigadier Manuel Luís Osório. La mayor parte de las acciones de guerra fueron llevada a cabo por la 2 da. división, mientras que Osório colaboró con el sitio de Montevideo hasta su capitulación el 20 de febrero de 1865.
Poco después de esa fecha fue nombrado comandante del Primer Cuerpo del Ejército Imperial, al producirse la invasión de ejército del Paraguay al extremo sudoeste del Brasil. Participó en el Sitio de Uruguayana, y quedó al mando de las fuerzas brasileñas para el inicio de la Campaña de Humaitá, es decir, de la invasión de territorio paraguayo. Se destacó por su audacia, participando personalmente en los ataques de infantería a la par de sus soldados, lo que lo hizo especialmente respetado por todos los participantes de la Guerra del Paraguay, tanto aliados como enemigos.
Tuvo un papel crucial en la Batalla de Tuyutí, debiéndosele a la velocidad de su reacción al ataque enemigo esa victoria. Esa participación le valió el título de Barón de Herval. En el mes de julio cedió el mando del ejército brasileño en operaciones al brigadier Polidoro Jordão, y enseguida por el Manuel Marques de Sousa, que tuvo una parte de la responsabilidad de la derrota en la Batalla de Curupayty.

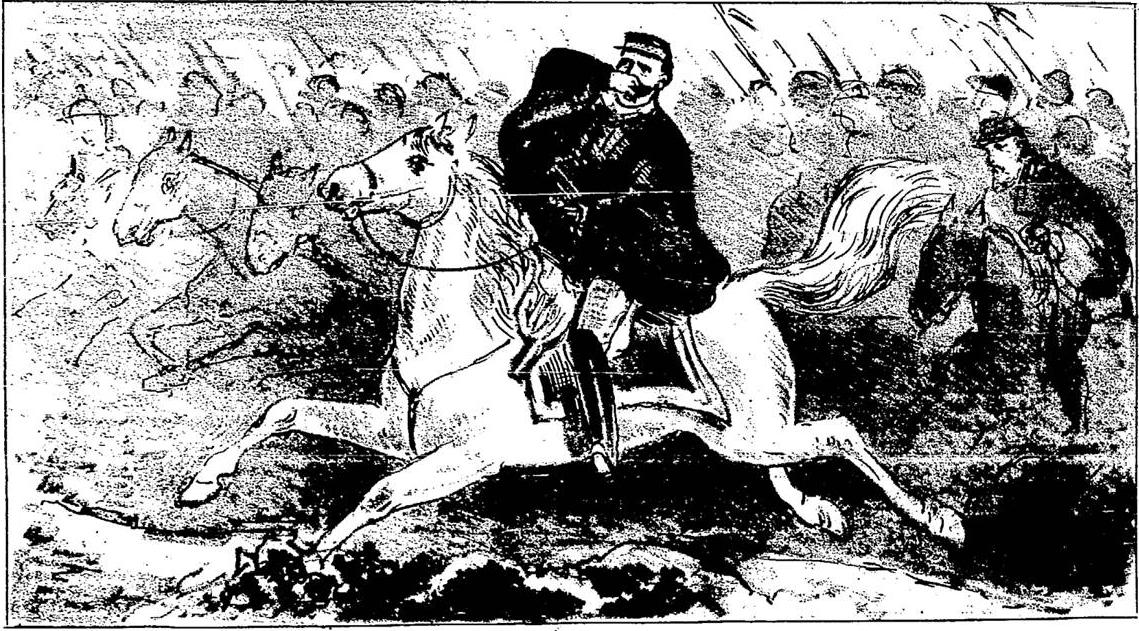
El general Osório, aunque herido en la mandíbula inferior izquierda por una bala de rifle, sigue adelante de su caballería en la persecución de los prófugos paraguayos.

Poco después tomó nuevamente el mando del ejército imperial, y –dado que el presidente argentino Bartolomé Mitre se retiró a su país durante varios meses– asumió el mando de todos los ejércitos aliados. Poco después asumió el cargo de segundo jefe, ya que el comando general fue asumido por el Marqués de Caxias. Fue el responsable de la planificación de las operaciones contra la Fortaleza de Humaitá. También secundó a Caxias en la Campaña del Piquisiry, luchando al frente de las fuerzas brasileñas en las batallas de Itororó y Avay. Su audacia le valió ser gravemente herido en esta última batalla.
Enviado a recuperarse de sus heridas a Pelotas, en Río Grande, regresó brevemente al Paraguay a principios de 1869, como segundo de Gastón María de Orleáns, el nuevo comandante en jefe. Tomó parte de la Batalla de Piribebuy.

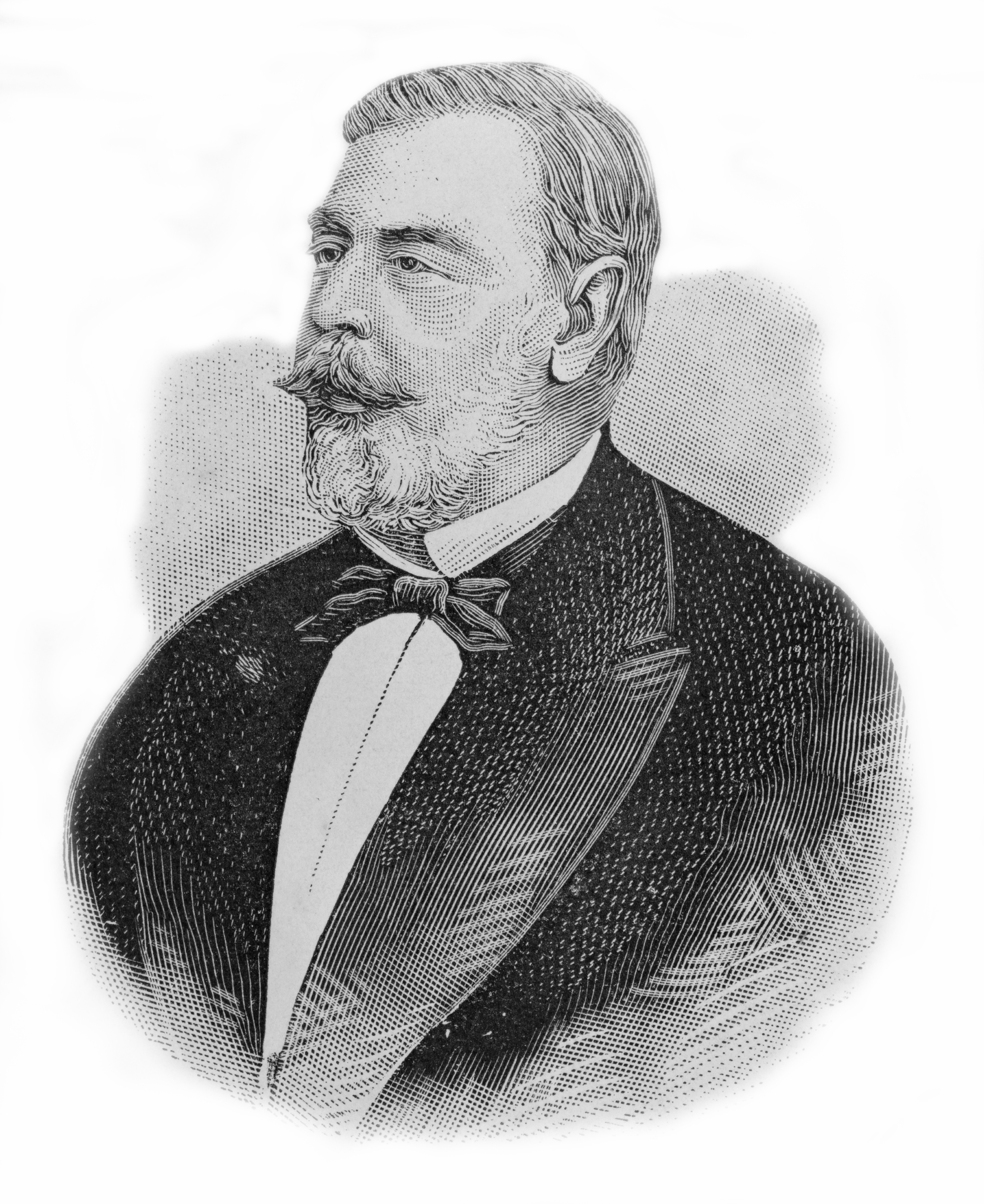
El Marqués de Herval.

En 1877 fue senador imperial, y al año siguiente ejerció como ministro de guerra y fue ascendido al grado de mariscal. Intentó modernizar y profesionalizar el ejército brasileño, aleccionado por la excesiva dependencia del mismo de las milicias voluntarias durante la Guerra del Paraguay.
En 1877 fue nombrado Marqués de Herval. Falleció en Río de Janeiro en 1879.
Casado con Francisca Fagundes, tuvo cuatro hijos: Fernando Luís Osório (1848-1896), Adolfo Luís Osório (1847-?), Manuela Luísa Osório (1851-1930) y Francisco Luís Osório (1854-1910).
Es considerado el patrono del arma de caballería del Ejército del Brasil.